# Leomar Pinto
Leomar José Pinto Blanco (La Guaira, Venezuela, 17 de marzo de 1997) es un futbolista profesional venezolano que se desempeña como mediocampista. Milita en la Unión Molinense Club de Fútbol de la Tercera Federación.

## Trayectoria
Formado en la cantera del Caracas Fútbol Club, Pinto debutó con el primer equipo del Caracas en 2015, donde fue alternando sus participaciones también con el filial.
En enero de 2016, firma con el  Elche Club de Fútbol, de la Segunda División de España. Pinto realizaría su debut en el primer equipo el 7 de septiembre, reemplazando a Liberto Beltrán en el empate 2:2 en Copa del Rey ante el CD Mirandés.
Tras conseguir el ascenso a la Segunda División B en las filas del Cádiz CF "B" no continúa en el conjunto gaditano.
En agosto de 2019, firma con el FC Cartagena "B"  de la Tercera División de España con el que alternará entrenamientos y participaciones con el primer equipo de Segunda División B de España.
En septiembre de 2020, abandona el filial del Cartagena para incorporarse al C. D. Gerena donde juega media temporada. De cara a la segunda vuelta, se marcha al Olímpic Xativa, donde finalmente juega hasta 2022.
En verano de 2022, ficha por el Lorca Deportiva. Tras una temporada con el conjunto murciano, se marcha al C. P. Villarrobledo, donde juega temporada y media.
En el mercado invernal de la temporada 2024-25, abandona el C. P. Villarrobledo debido a los problemas económicos del equipo. En febrero de 2025, firma por la Unión Molinense.

## Clubes
| Club                      | País      | Temporada | Categoría          | Partidos | Goles |
| ------------------------- | --------- | --------- | ------------------ | -------- | ----- |
| Caracas FC                | Venezuela | 2013-2015 | Primera            | 11       | 1     |
| Elche CF                  | España    | 2016-2017 | Segunda            | 3        | 0     |
| Ontinyent                 | España    | 2017-2018 | Segunda B          | 11       | 0     |
| Cádiz Club de Fútbol "B"  | España    | 2017-2019 | Tercera            | 19       | 0     |
| Fútbol Club Cartagena "B" | España    | 2019-2020 | Tercera            | 22       | 4     |
| Club Deportivo Gerena     | España    | 2020-2021 | Tercera            | 11       | 1     |
| Olímpic Xativa            | España    | 2021-2022 | Tercera Federación | 52       | 5     |
| Lorca Deportiva           | España    | 2022-2023 | Tercera Federación | 28       | 6     |
| CP Villarrobledo          | España    | 2023-2024 | Tercera Federación | 50       | 7     |
| Unión Molinense C. F.     | España    | 2025-Act. | Tercera Federación | 5        | 1     |

## Palmarés

### Campeonatos nacionales
| Título         | Club       | País      | Año  |
| -------------- | ---------- | --------- | ---- |
| Copa Venezuela | Caracas FC | Venezuela | 2013 |

## Selección nacional
Ha sido internacional con la selección de fútbol sub-17 de Venezuela, con la que disputó la Copa Mundial de Fútbol Sub-17 de 2013 en los Emiratos Árabes Unidos.